# Комеркони (Вибо Валенција)
Комеркони је насеље у Италији у округу Вибо Валенција, региону Калабрија.
Према процени из 2011. у насељу је живело 496 становника. Насеље се налази на надморској висини од 344 м.